# Living in a Big Way
Pour plus de détails, voir Fiche technique et Distribution.
Living in a Big Way est un film américain réalisé par Gregory La Cava, sorti en 1947.

## Synopsis
Leo Gogarty et Margaud Morgan se sont marier très vite juste avant qu'il ne parte à la guerre et à son retour à la maison, il découvre une autre personnalité de son épouse. Celle-ci l'informe qu'elle a demander le divorce mais Leo a du mal à s'adapter à la vie civil en temps de paix.

## Fiche technique
- Titre original : Living in a Big Way
- Réalisation : Gregory La Cava
- Scénario : Gregory La Cava (+ histoire) et Irving Ravetch
- Direction artistique : William Ferrari et Cedric Gibbons
- Costumes : Shirley Barker et Irene
- Photographie : Harold Rosson
- Montage : Ferris Webster
- Musique originale : Lennie Hayton (non crédité)
- Chorégraphie : Stanley Donen et Gene Kelly
- Production : Pandro S. Berman
- Société de production : Metro-Goldwyn-Mayer (MGM)
- Pays d'origine :  États-Unis
- Langue : anglais
- Format : Noir et blanc - Son : Mono
- Genre : comédie, film musical
- Durée : 104 minutes
- Dates de sortie :
  - États-Unis : 10 juin 1947, Los Angeles (première)
  - États-Unis : 9 octobre 1947, New York

## Distribution
- Gene Kelly : Leo Gogarty
- Marie McDonald : Margo Morgan
- Charles Winninger : D. Rutherford Morgan
- Phyllis Thaxter : Peggy Randall
- Spring Byington : Mrs. Minerva Alsop Morgan
- Jean Adair : Abigail Morgan
- Clinton Sundberg : Everett Hanover Smythe
- John Warburton : 'Skippy' Stuart Simms
- William 'Bill' Phillips : Schulz
- Bernadene Hayes : Dolly
- John Alexander : Attorney Ambridge
- Phyllis Kennedy : Elsie, la bonne
- Barbara Billingsley

Parmi les acteurs non crédités : 
- Ellen Corby
- Charles Lane
- Robert Emmett O'Connor
- Marie Windsor
- Shelley Winters